# گاستون سیپره
گاستون سیپره (فرانسوی: Gaston Cyprès‎; زاده ۱۹ نوامبر ۱۸۸۴ – درگذشته ۱۸ اوت ۱۹۲۵) بازیکن فوتبال اهل فرانسه بود.
وی در تیم ملی فوتبال فرانسه بازی کرده‌است.